# Masă de repaus
Masa de repaus reprezintă masa unui corp, sau a unei particule aflate în stare de repaus. Masa de repaus se măsoară în kilograme și este o mărime scalară.